# Théo Sainte-Luce
Théo Sainte-Luce (* 20. Oktober 1998 in Chauny) ist ein französischer Fußballspieler, der aktuell beim HSC Montpellier in der Ligue 1 unter Vertrag steht.

## Karriere
Sainte-Luce begann seine fußballerische Ausbildung in seinem Geburtsort bei der US Chauny. Anschließend wechselte in die Jugendakademie von Olympique Nîmes. Er spielte dort zunächst für die zweite Mannschaft in der National 3, mit welcher er im Sommer 2018 in die National 2 aufstieg. In der Saison 2017/18 stand er bereits einmal im Kader der Profimannschaft in der Ligue 2. Auch die Profimannschaft schaffte in jenem Jahr den Aufstieg in die Ligue 1. Dort debütierte Sainte-Luce am 9. April 2019 (27. Spieltag) nach einer späten Einwechslung bei einem 3:1-Sieg über Stade Rennes. Dies war sein einziger Saisoneinsatz 2018/19. In der Spielzeit 2019/20 spielte er bis zur Winterpause dreimal in der Ligue 1. Für den Rest der Spielzeit wurde er an den GFC Ajaccio verliehen, wo er auch alle acht restlichen Saisonspiele absolvierte. Für die gesamte Spielzeit 2020/21 wurde er an den ebenfalls in der National spielenden Red Star Paris verliehen. Dort spielte er aufgrund eines Mittelfußbruches 19 Mal. Nach seiner Rückkehr und dem Abstieg in die Ligue 2 war er auch bei Nîmes Stammspieler und schoss am achten Spieltag bei einem 3:3-Unentschieden gegen den Amiens SC sein erstes Profitor. Insgesamt spielte er in jener Saison 26 Mal in der Liga und zweimal im Pokal.
Im Sommer 2022 wechselte Sainte-Luce dann zurück in die Ligue 1 zum HSC Montpellier. Direkt bei seinem Debüt schoss er sein erstes Tor in der höchsten französischen Liga bei einem 3:2-Sieg über den ES Troyes AC.

## Erfolge
Olympique Nîmes B
- Aufstieg in die National 2: 2018

Olympique Nîmes
- Zweiter der Ligue 2 und Aufstieg in die Ligue 1: 2018